# Chlorurus troschelii
Pour les articles homonymes, voir Troschel.
Espèce
Statut de conservation UICN

 LC  : Préoccupation mineure
Le poisson-perroquet de Troschel (Chlorurus troschelii) est une espèce de poisson de la famille des Scaridae.
Son nom scientifique est un hommage au zoologiste allemand Franz Hermann Troschel.